# Macon Open
O Macon Open foi um torneio de golfe no Nationwide Tour. Ele aconteceu entre 1990 e 1995. Ele Foi jogado no River North Country Club, em Macon, Geórgia.
Em 1995, o ganhador arrecadou 36,000 US$.

## Ganhadores

### NIKE Central Georgia Open
- 1995 Matt Peterson
- 1994 Rick Pearson
- 1993 Sean Murphy

### Ben Hogan Macon Open
- 1992 Brian Henninger
- 1991 P.H. Horgan III
- 1990 Ed Humenik